# Klavdia Chouljenko
Pour les articles homonymes, voir Chouljenko.
Klavdia Ivanovna Chouljenko (en russe : Кла́вдия Ива́новна Шульженко), née le 11 mars 1906 (24 mars dans le calendrier grégorien) à Kharkov et décédée le 17 juin 1984 à Moscou, est une chanteuse et actrice soviétique. Elle reçoit le titre d'Artiste du peuple de l'URSS en 1971,.

## Biographie
Née dans une famille relativement modeste, son père était un petit comptable des chemins de fer impériaux, la jeune fille manifeste tôt un don musical. Elle commence à chanter des chansons populaires pendant les années 1920 : ainsi elle entre au théâtre dramatique de Kharkov en 1923 et interprète des romances, comme Les étoiles dans le ciel. Après un passage au théâtre Krasnozavodski de Kharkov, elle fait ses débuts au théâtre Mariinsky de Léningrad en 1928. L'année suivante, elle devient artiste de Lengosestrada (entreprise d'état chargée d'organisation de concerts à Léningrad), cette collaboration se poursuivra jusqu'en 1942.
En 1930, elle épouse le chansonnier Vladimir Coralli. Leur fils Igor naît en 1932.
Klavdia Chouljenko monte sur la scène du Music-hall de Léningrad, en novembre 1931, pour interpréter Machenka, dans un spectacle Ouslovno Oubity dirigé par Isaac Dounaïevski et dont la musique est composée par Chostakovitch.
Elle tourne en 1934 dans un film de Mikhaïl Awerbach Qui est ton ami ? où elle joue le rôle de Véra et deux ans plus tard ses premiers disques sont gravés et vendus. Sa carrière est lancée...
En juin 1940, son mari et elle fondent un orchestre de jazz et ses chansons de style jazz deviennent ensuite extrêmement populaires sur le front de la Seconde Guerre mondiale, nommée Grande Guerre Patriotique par les soviétiques (1941-1945), en particulier à Leningrad, où elle chante pendant le blocus. Elle se produit devant les soldats de l'armée lors de nombreux concerts. Elle tourne après la guerre et se produit encore sur scène, mais elle se sépare de son mari et épouse, en 1956, le cinéaste Gueorgui Kouzmitch Epiphanov.
En 1965 au théâtre de l'Estrade de Moscou, Klavdia Chouljenko participe, avec d'autres artistes, au premier concert de musique légère populaire moderne, préfigurant le style variété en Union soviétique. Musique d'estrade signifie en russe musique de variété. Dans le film célèbre Moscou ne croit pas aux larmes, on entend la chanson Davaï zakourim (Allumons-en une) de Klavdia Chouljenko.
Son livre de mémoires intitulé Lorsque vous me demanderez... (Kogda vy sprosite menia), coécrit avec Lev Skorokhodov, parait en 1981 chez Molodaïa Gvardia.
Décédée le 7 juin 1984 à Moscou, elle est enterrée au cimetière de Novodiévitchi.

## Distinctions
- Ordre de Lénine : 1976
- Ordre de l'Étoile rouge : 1945
- Ordre du Drapeau rouge
- Médaille pour la Défense de Léningrad : 1942
- Médaille pour la victoire sur l'Allemagne dans la Grande Guerre patriotique de 1941-1945 : 1945